# Мельник Андрій Атанасович
Андрі́й Атанасович Ме́льник (12 грудня 1890, Воля Якубова, Дрогобицький повіт, Королівство Галичини та Володимирії, Австро-Угорщина, нині Дрогобицький район, Львівська область, Україна— 1 листопада 1964, Кельн, ФРН)— український державний, військовий та політичний діяч. Поручник Січових Стрільців,  Полковник армії УНР, Голова Проводу Українських Націоналістів, другий голова ОУН (1938–1964). Один з найближчих соратників та друзів полковника Євгена Коновальця.
Один з організаторів (співзасновників) Січових Стрільців та його проводу Стрілецької Ради, та Української Військової Організації. Під час створення ОУН перебував у Львові, під постійним наглядом польської таємної поліції, також мав заборону від польської окупаційної влади покидати Львів. Через ці обставини А.Мельник не зміг взяти участь у першому конгресі українських націоналістів у Відні. Одначе навіть при цьому, члени ПУН та провідні діячі ОУН вважали та відносили А.Мельника до співзасновників ОУН. Один з організаторів вбивства міністра внутрішніх справ Польщі Броніслава Перацького.
А.Мельник був одним з ініціаторів проголошення відновлення незалежності Української Держави у стародавній українській столиці Києві. Саме тому, похідні група ОУН 5 жовтня 1941 року створила у Києві Українську Національну Раду (УНРада) у Києві 1941—1942, яка перебуваючи в статусі передпарламенту  проголосила відновлення незалежності Української Держави. 
А.Мельник був одним з ініціаторів об'єднання трьох основних українських державних центрів — Львівської (Українська Національна Рада у Львові) та Київської УНРади (Українська Національна Рада) у Києві 1941—1942), а також Центральної Народної Ради Карпатської України. Тим самим було створено Всеукраїнську Національну Раду (ВУНР).
А.Мельник, разом зі Степаном Бандерою, Андрієм Лівицьким, та Павлом Скоропадським став співзасновником Українського Національного Комітету.
А.Мельник, після завершення другої світової війни, був ініціатором консолідації українських самостійницьких сил, що призвело до створення Української національної ради. А вже через декілька років, він виступив з ініціативою створення надпартійного Світового Конгресу Вільних Українців, який повинен був об'єднати всіх представників українського народу, які жили в демократичних державах світу, не зважаючи на їх партійну чи організаційну належність. 
А.Мельник був багатолітній в'язень польських тюрем, в'язень німецького концтабору Заксенгаузен. 
А.Мельник на початку німецько-радянської війни заборонив членам ОУН мститися членам ОУН(б) за фізичне знищення членів ОУН.
А.Мельник до кінця свого земного життя, був послідовним прихильником відновлення незалежності Української Держави, до складу якої повинні були увійти всі  українські етнічні території
Відповідно до українського законодавства є борцем за незалежність України у ХХ столітті.

## Життєпис

### Родина
Батько, Атанас Мельник, був українським громадським діячем, дружив з родиною Івана Франка. Мати, Марія Мельник (Коваль), рано померла від туберкульозу. Через певний час після смерті своєї дружини Атанас Мельник одружився вдруге з Павлиною Матчак. Мачуха, одначе, після смерті Атанаса Мельника виховувала Андрія як рідного сина.
У шлюбі Атанас Мельника та Павлина Матчак народилась Наталія (1903 р.н.), сестра А.Мельника. Пізніше А.Мельник допомагав рідній сестрі всім чим міг, він надсилав кошти для навчання племінника Любомира у гімназії. За родинні зв'язки з А.Мельником сім'ю Наталії було репресовано 1950-му році — всю сім'ю (чоловіка та п'ять дітей) було відправлено у заслання в сибірське спецпоселення. Наталію було вбито (задушено) під час затримання; її родина змогла повернутись до України лише через декілька років у 58-му році.

### Навчання
З 1897 по 1900 роки навчався в народній школі в Самборі і Дрогобичі, а з 1900 по 1905 роки в гімназії в Дрогобичі, а згодом у гімназії в Стрию, яку закінчив у 1910 році. У 1910—1912 роках важко хворів, двічі оперований у Львові і Дрогобичі. З 1912 по 1914 роки навчався у студії у Високої Школи Земельної Управи у Відні.

### У лавах Легіону Українських Січових Стрільців

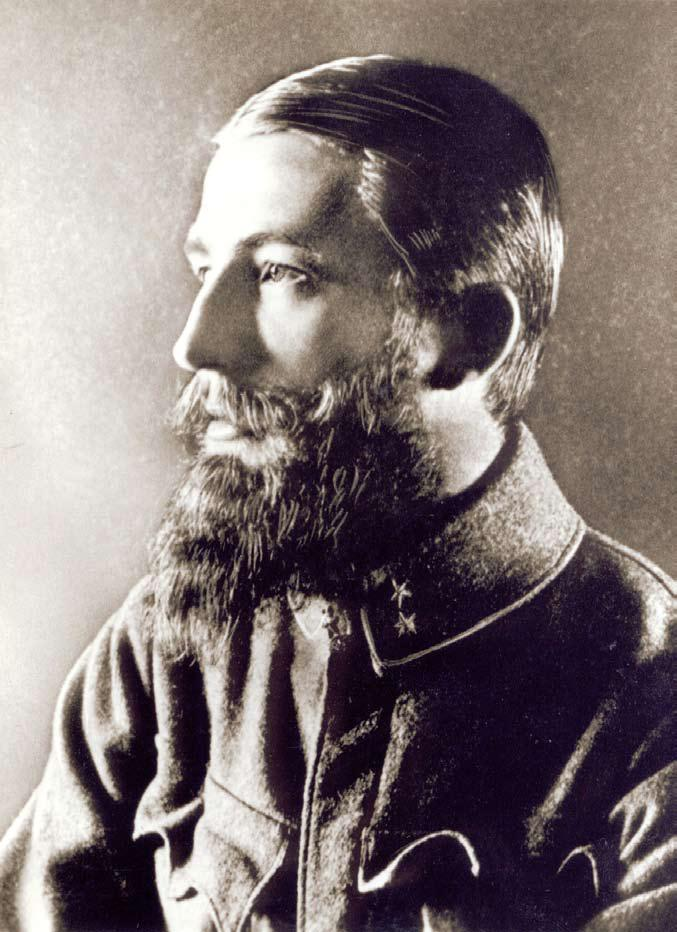
Поручник УСС Андрій Мельник, 1914

Андрій Мельник. 1919 рік

У 1914 році у Львові добровольцем вступив до лав Легіону Українських Січових Стрільців. Пізніше переїхав до Ґоронди на Закарпатті (у 1914 році в цьому селі діяв пункт вишколу Легіону УСС). В тому ж році, пізньою осінню вирушив на фронт в Карпатах.
З 1914 по 1916 роки воював на австрійсько-російському фронті. Брав участь у Карпатських боях Легіону УСС (Пікуй, Маківці) і в поході з Карпат на Поділля на Золоту Липу, під Заваловом і Стрипою, Галич, Соснів, Ішків, Лисоня в степені (званні) четаря(сучасна відповідність —лейтенант) і поручника (сучасна відповідність — старший лейтенант). По свідченню очевидців, був хоробрим старшиною та особисто очолював наступ. В боях на горі Лисоня під Бережанами разом зі своїми побратимами потрапив у московський полон.
Пізньою осінню 1916 року, після кількамісячної мандрівки, з Романом Сушком, Михайлом Матчаком, Василем Кучабським, Іваном Андрухом та іншими полоненими галичанами, були відправлені у табір для військовополонених у Царицині (сучасний Волгоград) над Волгою. Там Мельник вперше зустрівся із старшиною легіону УСС Євгеном Коновальцем, який потрапив у московський полон у 1915 році.
Під весну 1917 року, А. Мельника разом з іншими полоненими з легіону УСС, з якими потрапив у полон, відправляють на 50 верств на північ до місцевості Дубовка. Там був розташований інший табір для військовополонених. З якого вони втекли.

### Участь у перших визвольних змаганнях

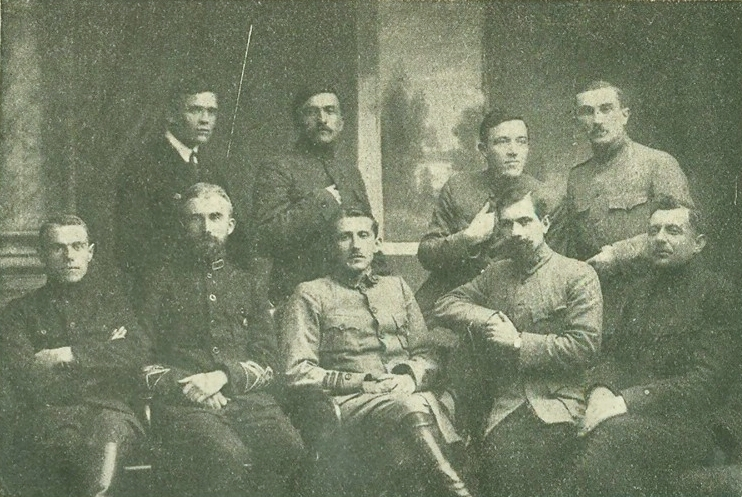
Штаб Січових Стрільців після розформування (1920): сидять зліва направо Михайло Матчак, Андрій Мельник, Євген Коновалець, Роман Сушко, Іван Даньків; стоять зліва направо Іван Андрух, Роман Дашкевич, Василь Кучабський, Ярослав Чиж

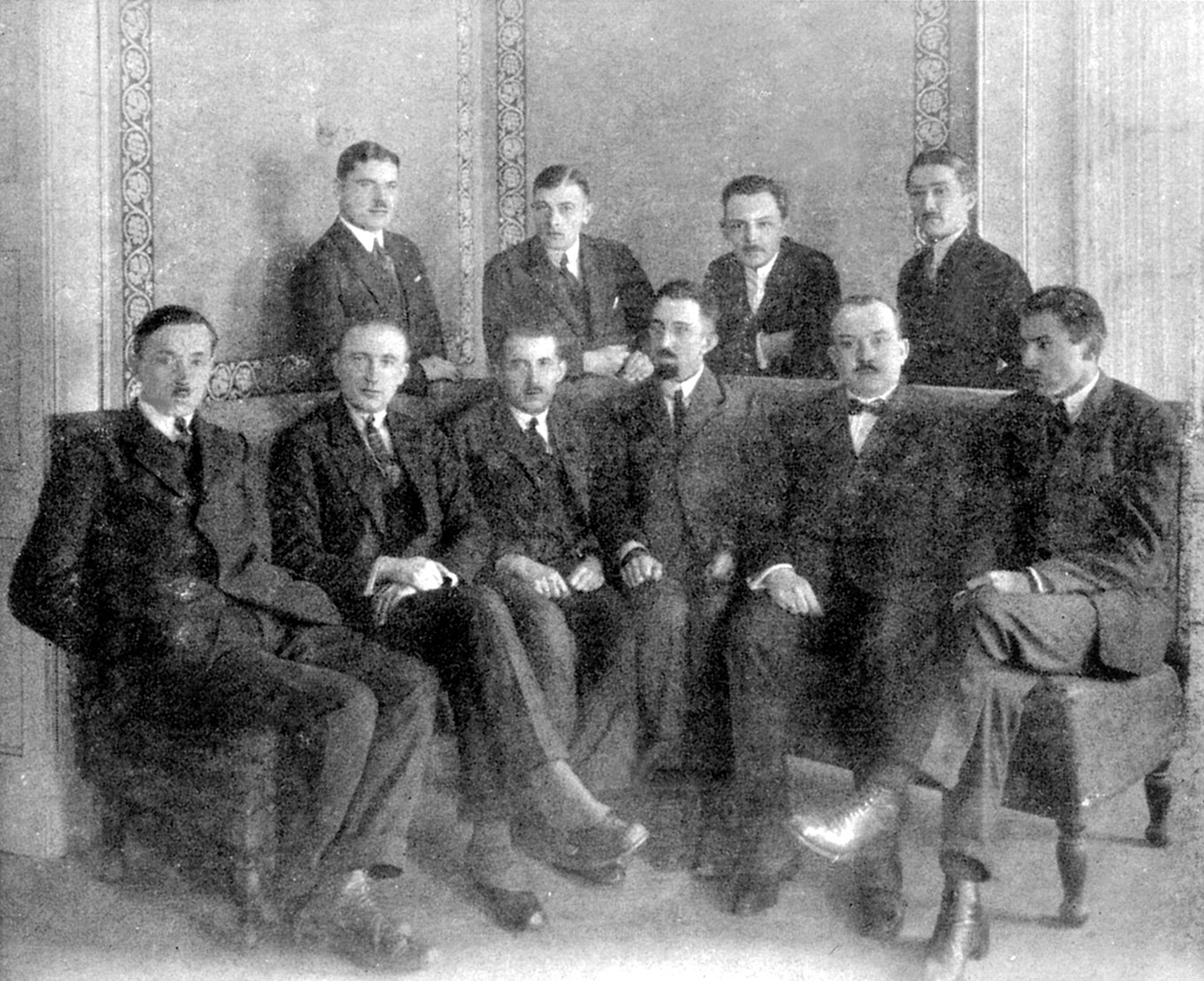
Конференція Начальної Команди УВО. Оліва, березень 1923. Зліва направо сидять: Володимир Бемко, Андрій Мельник, Євген Коновалець, Володимир Целевич, Ярослав Селезінка, Ярослав Індишевський; стоять: Петро Бакович, Юліян Головінський, Осип Рев'юк, Павло Меркун

7 січня 1918 група українських старшин, серед яких Мельник, Михайло Матчак, Роман Сушко та інші організували втечу з полону, і через Орел, Брянськ і Гомель добралися до Києва, де приєдналися до Галицько-Буковинського Куреня, який став зародком формації Січових Стрільців. У січні 1918 року став одним з організаторів Куреня січових стрільців. З січня 1918 року був призначений начальником штабу куреня. Протягом січня — березня 1918 року брав участь в боях за Київ як командир куреня Січових Стрільців. 3 березня 1918 року учасник звільнення Києва при співучасті куреня Січових Стрільців та організації військового параду на Софійській площі.
У березні — квітні 1918 року займався формуванням 1 полку Січових Стрільців в Києві в ранзі сотника, а після сформування полку стає начальником його штабу. Із серпня по листопад 1918 року бере участь в формуванні Окремого Загону Січових Стрільців в Білій Церкві, в званні «військового старшини» як помічник командира загону.
16 листопада 1918 бере участь в повстанні проти гетьманщини і в поході на Київ Осадного Корпусу Січових Стрільців. 18 листопада 1918 року, очолюючи штаб Окремого Загону Січових Стрільців, розробив план і брав участь у Мотовилівському бою. Після здобуття Києва Директорією Української Народної Республіки Мельнику присвоєно військове звання отамана (генерала) військ УНР.
У січні 1919 року Стрілецька Рада таємно запропонувала Симону Петлюрі запровадити військову диктатуру. Проте не бажаючи брати на себе повну відповідальність, він відмовився. Через це, був запропонований інший проєкт реформування державної влади під назвою «Тріумвірат» до якого повинні були увійти Симон Петлюра, Євген Коновалець, Андрій Мельник.
13 січня 1919 року в якості тимчасово виконувача обов'язків командира осадного корпусу видає «Наказ команди осадного Корпусу ч. 22», в якому наказує віддавати під військово-польовий суд всіх провокаторів, які поширюють чутки про можливість єврейських погромів або агітують за них, і розцінювати їх як злочинців які виступають супроти УНР.
16 січня 1919 року, так звана «державна нарада» в якій взяли участь члени Директорії, уряду, різних політичних партій, проєкт «Тріумвірату» був відкинутий. Після цього, Стрілецька Рада вирішила усунутись, від втручання до політичного життя, та відмовитись мати свого представника у Директорії УНР.
В січні — липні 1919 року призначається начальником штабу Дієвої Армії УНР. 23 липня 1919 бере участь в переможній Карабчиївській операції на і південь від Проскурова як помічник командира Корпусу СС.
4 грудня 1919 року в місті Чорториї (сучасна— Нова Чортория) відбулась нарада всіх командирів окремих частин армії УНР в присутності Головного Отамана Симона Петлюри, та Прем'єр-міністра УНР Ісака Мазепи, було ухвалено рішення ліквідувати регулярне військо, і перейти до партизанщини. Всі старшини корпуса Січових Стрільців одноголосно вирішили здемобілізувати Корпус, і надати всім право вибору, або приєднатись до Першого зимового походу або повернутись додому.
В грудні 1919 року захворів на тиф, перевезений до шпиталю до Рівного, звідки після одужання виїжджає до Луцька. Там затриманий поляками, та відправлений до табору інтернованих, в якому був і Євген Коновалець.

Пізніше Євген Коновалець пише:
«У цей же час перебув полковник Андрій Мельник найтяжчий рід синього плямистого тифу» 
Весною 1920 року перебуває закордоном, разом із іншими членами Стрілецької Ради.

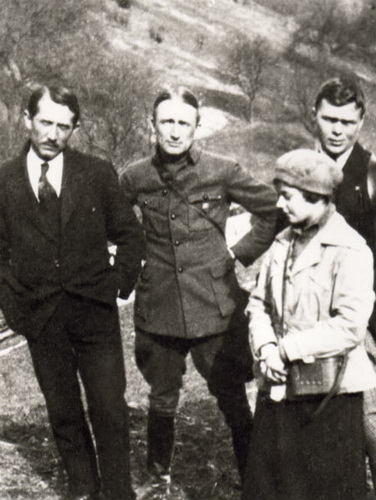
Андрій Мельник та Євген Коновалець. Околиці Відня, 1921 рік.

На початку квітня 1920 року, розпорядженням Головного Отамана Симона Петлюри українським військовим агентом у Чехословаччині з одночасним виконанням обов'язків ревізора військових місій УНР за кордоном було призначено Андрія Мельника.
У 1920 році разом з Є.Коновальцем та іншими старшинами стає співзасновником «Української військової організації» (УВО).
У 1920—1921 року інспектор військових місій УНР у Празі.
1922 року закінчує студію у Високій школі Земельної Управи у Відні, зі степенем інженера лісівництва, рівночасно сповняючи, функції представника УВО за кордоном.

### Повернення до Галичини. Участь в УВО та громадсько-політичній діяльності
30 вересня 1922 року повернувся до Галичини, через кілька днів його заарештували, але швидко звільнили. У грудні цього року обійняв поста Краєвого Команданта УВО, після виїзду з краю полковника Євгена Коновальця. Підтвердження того, що А. Мельник після виїзду полковника Євгена Коновальця став першим Крайовим Командантом УВО та очолив новостворену Крайову Команду УВО, є у свідченнях члена Начальної та Краєвої Команд УВО Дмитра Герчанівського та члена Начальної Команди УВО Володимира Бемка. У червні 1923 року передав повноваження Краєвого Команданта УВО Ярославові Індишевському. 
Протягом 1923—1924 року — інженер лісництва Греко-католицької митрополії (в Перегінську), там і арештований поляками весною 1924 року.
1924—1928 роки — в'язень польських тюрем. Засуджений до 5 років у процесі Басарабової у Львові. Перебував у в'язницях на вул. Баторія і Бригідках у Львові, де зазнав жорстоких катувань.
28 лютого 1929 року одружився з дочкою доктора Степана Федака Софією, яка була з ним упродовж всього його життя.
З 1929 до 1938 років легально працював як інспектор лісів Греко-католицької митрополії у Львові, там познайомився з майбутнім люксембурзьким князем Феліксом. З 1932 по 1938 років обіймав посаду члена правління видавничої спілки «Діло».
Наприкінці вересня 1930 року зібрав і надав кошти на прохання Матвія Стахіва для розгортання акції за кордоном проти політики пацифікації Галичини. На той момент ПУН та УВО вже проводили відповідні акції.
У 1933–1938 роках — голова Головної Ради Католицької Акції Української Молоді «Орли» (націоналістична католицька організація). Прохання очолити дану організацію отримав від митрополита Андрея Шептицького. Входив до складу Товариства українських комбатантів «Молода Громада».
24-28 грудня 1934 року брав участь у міжпартійній нараді у Львові, на якій було створено підготовчу комісію для скликання Всеукраїнського Світового Конгресу.
У 1929—1938 роках — член сеньйорату УВО та голова сенату ОУН; також виконуаав обов'язки представника ПУН на західноукраїнських землях. Підтримував постійний контакт із Є. Коновальцем, отримував від нього директиви та виконував його розпорядження.
У серпні 1937 року відбув за кордон для особистої зустрічі з Є. Коновальцем у Татрах на Щирбськім Озері. Отримав від нього пропозицію увійти до складу Проводу Українських Націоналістів та обійняти посаду його заступника, оформлення чого мало б наступити на II ВЗУН наступного (1938) року. На це він одразу погоджується: 
| Я не зволікав з відповіддю і не просив часу до надуми, а відразу заявив: коли він уважає, що мені треба це зробити, що він пропонує, то я, свідомий ваги справи, піду назустріч його бажанню...[5] |
23 травня 1938 року в Роттердамі вбито Є. Коновальця. Через декілька тижнів (місяців) відбулася зустріч А. Мельника з декількома членами ПУНу, від яких дізнався про заповіт загиблого, за яким у випадку смерті Є. Коновальця А. Мельник повинен очолити ПУН та ОУН.
30 серпня 1938 року, після благословення митрополита Андрея Шептицького, виїхав за кордон, покликаний «вужчим» ПУН обійняти посаду голови ПУН.

### Голова ОУН

#### Перші дії на чолі організації
11 жовтня 1938 року вужчим проводом ПУН винесена постанова про призначення полковника Мельника головою Проводу Українських Націоналістів. Підписанти постанови Омелян Сеник-«Грибівський», Ярослав Барановський-«Лімницький», Ріхард Ярий-«Карпат». 12 жовтня 1938 року обійняв обов'язки голови ПУН.
У жовтні того ж року видав заклик до членів ОУН, щоб вони підтримали закарпатських українців у боротьбі за незалежність. 15 березня 1939 року, оголошує відозву до українських націоналістів по подіях в Карпатській Україні. 21 липня 1939 року, у Венеції в присутності Голови ПУН полковника Мельника та Президента Карпатської України А.Волошина, підписується Акт взаємовідносин і напрямних співпраці між Проводом Українських Націоналістів і Урядом Карпатської України. У акті зазначається: 
| Виходячи з засади соборности української нації, обидві сторони твердо обстоюють становище невідривности Карпатської України від українських земель і заявляють, що принцип соборности українських земель не може бути нарушений[5] |
У травні 1939 року робив заходи, щоб перевести частину ПУН до нейтральної країни— Іспанії, а згодом Португалії.

Крайній зліва Полковник Андрій Мельник, на могилі Полковника Євгена Коновальця. 1939 або 1940 рік.

У червні 1939 року між ОУН та німецькою військовою розвідкою було укладено угоду про створення українського диверсійного підрозділу, який мав бути переправлений у Польщу з території Словаччини або повітряним шляхом через Східну Пруссію і під час вибуху антипольського повстання у Східній Галичині мав посилити його учасників.
Мельник зустрічався з головою німецької військової розвідки (Абверу) Вільгельмом Канарісом. За спогадами Осипа Бойдуника(а також інших провідних членів ПУН й ОУН) відмовився від повстання на тилах польської армії у випадку війни, якщо Німеччина не оголосить чіткої своєї позиції стосовно незалежності України.
26 серпня 1939 року в Римі відбувся II Великий збір Українських націоналістів, що ухвалив політичну програму Організації українських націоналістів, проголошено український націоналізм ідеологією ОУН, встановлено потребу розбудови устрою Української держави на засадах націократії, головою ОУН надалі обрано А. Мельника.
У першій половині 1939 року ПУН висунув проєкт скликання всеукраїнського конгресу для створення української репрезентації «уряду». Конгрес повинен був відбутись у США, а репрезентації розташовуватись у Парижі. У вересні— жовтні 1939 року надає відповідні директиви Українському Народному Союзі у Франції, щоб запобігти мобілізації українців до польської армії організованої Генералом Сікорським. Веде перемовини з французькими урядовими колами, про надання дозволу для формування Українського легіону.
У жовтні 1939 року за ініціативою ПУН в Кракові створено допомоговий комітет емігрантам із західних українських земель, який згодом був перетворений в Українській Центральний Комітет з системою локальних допоміжних комітетів і діяв незалежно від ОУН.
Із початком радянсько-фінської війни підтримує ініціативи про допомогу українським полоненим у Фінляндії та створення з них українських частин, про що було передано лист Є.Онацький у посольство Фінляндії в Римі.
З січня по лютий 1940 року проводить через професора Є.Онацького перемовини з Андрієм Лівицьким та іншими політичними діячами УНР щодо консолідації зусиль у боротьбі за відновлення незалежності Української Держави. Мельник висуває вимогу до очільників УНР денонсувати Варшавський договір, і проводити будь-які переговори з польською стороною на позиції що західні землі України повинна належати Українській Державі.

#### Розкол ОУН
На початку 1940 в організації відбувся конфлікт, переважно між старшими членами, які проживали у еміграції, з однієї сторони та молодою генерацією, переважно колишніми політичними в'язнями на чолі із Степаном Бандерою, з іншої.
У січні 1940 році зустрівся із Степаном Бандерою та запропонував йому пост референта організаційних справ краю при Голові ПУН та введення його до складу ПУН. Степан Бандера відмовився від тих функцій, висунувши домагання персональних змін у складі ПУН.
22 березня 1940 року отримав листи від представників «крайовиків» з вимогою провести судове розслідування по Ярославу Барановському та Омеляну Сенику, а також усунути їх від членства в ПУН на час судового розгляду. У зв'язку з цим запросив Степана Бандеру на зустріч для пояснення цих вимог. 5 квітня 1940 року в Італії зустрічається зі Степаном Бандерою, який передав йому постанови «революційного ПУН». Переговори в Римі не врегулювали розбіжностей. Конфлікт набрав гострих форм і призвів до розколу. Частина ОУНівців на чолі з С.Бандерою в лютому 1940 року в Кракові утворили «Революційний Провід ОУН» й обрали собі назву ОУН(б) (пізніше — ОУН(сд), ОУН(р)), а інша частина залишилася в ОУН на чолі з Головою ПУН полк. Андрієм Мельником.
З березня по серпень 1940 року намагається порозумітись зі Степаном Бандерою та революційним ПУН. Шукають можливості для відновлення єдності ОУН. Після провалу переговорів скликає Революційний Трибунал ОУН.
У липні 1940 року виїжджає з Італії до Німеччини (а саме до «Генеральної губернії»), плануючи вернутися згодом назад, але німецькі політичні кола перешкодили отримання візи в Італійського уряду. Приїзд Мельника до Генеральної губернії був пов'язаний з тим, що Мельник ще раз спробував відновити єдність ОУН та вирішити кризу всередині ОУН.
У вересні 1940 року прибуває до Кракова, де відбувся Революційний Трибунал ОУН, який ухвалив рішення виключити Степана Бандеру та його прихильників із організації, та виносить смертний вирок Степану Бандері та Ярославу Стецьку.Голова ПУН полк. Мельник скасовує рішення Революційного Трибуналу про смертний вирок Степану Бандері та його соратникам, додає до рішення трибуналу можливість реабілітації їх у випадку каяття та продовженням ними підпільної антибільшовицької діяльності.

#### Діяльність в умовах війни з СРСР
У першій половині 1941 року доручив організувати «похідні групи ОУН» для відправлення на схід і звелів деяким провідним діячам ОУН, таким як Олег Ольжич, Микола Сціборський, Сеник Омелян,Микола Капустянський, Чемеринський Орест, Іван Рогач і багатьом іншим, вирушити вглиб українських земель і на місцях впливати на подальший розвиток подій.
11 травня 1941 року отримує лист від професора Луки Бича, у якому той висловлює свою думку щодо політичного становища Кубані й південно-східних кордонів Української Держави, зазначивши, що переважна більшість населення Кубанського Краю становлять українці і що він повинен належати Українській Державі.
22 червня 1941 року ПУН надсилає інструкцію всьому активу ОУН, наказуючи почати створювати військові загони та об'єднання й не допускати їх до сутичок з німцями, займати різні терени й розбудовувати там усі форми державного життя. Нагромаджувати й заохочувати засоби, зокрема бойового характеру, щоб мати змогу їх використати в пізнішому етапі, коли в багато важчих умовинах доведеться далі провадити боротьбу.
29 червня 1941 року виступив з ініціативою створити Генеральну Раду Комбатантів та Воєнно-Історичну Раду. На чолі першої став генерал М. Омелянович-Павленко, а секретарем був полковник Віктор Малець, на чолі другої — генерал Микола Капустянський. Дані структури повинні були стати Генеральним Штабом створеної української національної армії.
30 червня 1941 року звертається до українців із закликом об'єднатись під одним прапором, під одним проводом заради виборення Самостійної Соборної Української Держави: 
| тільки один шлях стоїть перед нами, як перед Організацією Українських Націоналістів: стати на службу Української держави |
6 липня 1941 року звертається із заявою до українців та закликає тих, хто пішов проти ПУН, повернутись до організації. Зазначає про готовність забути все, що було до цього, якщо виявлять вони добру волю й щиру охоту завернути на правильний шлях і стати під одним Проводом.
7 липня 1941 року надсилає листа через відділ Абверу в Кракові до Адольфа Гітлера, у якому просить надати дозвіл уможливити утворення української бойової частини.
7 липня 1941 року отримав лист від митрополита Андрея Шептицького, в якому той зазначає, що вся українська громадськість вимагає припинення суперечки між ним та Степаном Бандерою і що він визнає Ярослава Стецька підлеглим як полковника Андрія Мельника, так і Степана Бандери.
28 липня 1941 року протестує у листі до Генріха Гіммлера проти включення східної Галичини до Генерал-губернаторства.
Наприкінці липня 1941 року заарештований разом з дружиною за наказом голови Гестапо Генріха Мюллера та примусово відправлений до Берліну, де перебуває по 26 січня 1944 року під домашнім арештом та постійним наглядом Гестапо.
5 серпня 1941 року між представниками ПУН і командиром Поліської Січі — згодом УПА — отаманом Тарасом Бульбою-Боровцем досягнуто домовленість про співпрацю.
19 серпня 1941 року отримує листа від Генерал-поручника Кубанського Козачого Війська Андрія Шкуро, в якому він зголошується стати під прапор ОУН та оголошує про наміри про включення козацтва до складу українських самостійницьких формацій: 
| Часи, що їх тепер переживаємо, покладають на всіх Українців обов'язок скупчення всіх творчих сил під одним проводом у боротьбі з відвічним ворогом Української Нації для виборення її суверенного державного життя в усіх її етнографічних границях[5]. |
5 вересня 1941 рок звертається до членів ОУН через вбивства членів ПУН Омеляна Сеника-Грибівського та Миколи Сціборського. Називає убивць національними зрадниками, божевільними, які копають могилу Батьківщині.
У жовтні 1941 року за ініціативою Мельника й ПУН у Києві створено видавництво «Українське Слово», головним редактором якої став Іван Рогач, засновано часопис і також «Клуб ім. гетьмана Павла Полуботка». Була створена також Українська Національна Рада, на чолі якої стає професор Миколою Величківським. ПУН видає інструкцію щоб націоналісти були готові до співпраці з Українським Центральним Комітетом на чолі з професором Володимиром Кубійовичем, а також з Українською національною радою у Львові.
М.Величківський як позапартійна фігура став головою Української національної ради в Києві, створену 5 жовтня 1941 року ОУН під проводом Голови ПУН полк. Мельника. За своєю структурою ця політичною спрямованістю УНРада нагадувала Центральну Раду часів Української Народної Республіки. Це символізувало спадкоємність державницької традиції. УНРада складалася зі 130 делегатів, які представляли всі українські землі та не була однопартійною формацією. До її складу увійшли члени різних політичних напрямів: від гетьманців до націоналістів. Керівним ядром стала президія, до якої, крім професора М.Величківського, ввійшли інженер Антон Баранівський, геолог Іван Дубина і член проводу ОУН Осип Бойдуник.
На пресконференція М.Величківський разом з В.Багазієм проголосив А. Мельника єдиним законним головою України, а також відновлення української державності, що було негативно сприйнято німецькою владою. 6 лютого 1942 року київське гестапо заарештувало М.Величківського, але рейхсміністр окупованих східних територій Альфред Розенберг наказав випустити його з тюрми.
Наприкінці грудня 1941 року отримує звіт від секретаря Української Національної Ради в Києві про події в Україні. Мельник проводить нараду з членами ПУН та провідним членами ОУН. які в той час перебували у Берліні. Після наради, ухвалюють рішення підготувати меморандум та направити його Адольфу Гітлеру, розпочавши заходи зі створення українського всенаціонального фронту з одним політичним центром під назвою Українська Верховна Рада
15 січня 1942 року надсилає меморандум до Адольфа Гітлера з вимогами припинити нищівну німецьку політику в Україні. Цей документ, окрім нього, підписали Голова УНРади в Києві професор Микола Величківський, Голова Української Національної Ради у Львові митрополит Андрій Шептицький, Заступник Голови Директорії УНР Андрій Лівицький, Голова Українських Комбатантських Організацій генерал Омелянович-Павленко, окремо через політичні чинники підписав Гетьман Павло Скоропадський. Фотокопії меморандуму також були передані іноземним посольствам і послам, які були акредитованими у Берліні.
Протягом січня—лютого 1942 року з ініціативи ПУН робляться спроби налагодити контакти з державами, що належать до Осі. Налагодження відбуваються з фінським, хорватським, іспанським та італійським посольствами. Метою тих зв'язків було переконати союзників Німеччини в помилковості німецької політики щодо України і через них вплинути на її зміну.
24–25 травня 1942 року, за ініціативою ПУН відбулася Почаївська конференція ОУН, на якій заступником полковника Андрія Мельника і головою Проводу в Україні обрали Олега Кандибу-Ольжича, прихильника антинімецького курсу. За його ініціативою оунівці приступили до формування військових загонів, частина з яких увійшли до військових формувань Тараса Бульби-Боровця.

#### Арешт німцями та концтабір
До 26 січня 1944 року, Мельник перебував під домашнім арештом у Берліні, але під постійним наглядом гестапо продовжував очолювати ПУН та ОУН. Мельник таємно зустрічався з представниками ОУН які надавали йому оперативну інформацію про стан подій в Україні, та відправляв через них відповідні директиви назад до України. Протягом цього часу, Мельник також зустрічався та вів перемовини з представниками українських самостійницьких сил з метою консолідації зусиль задля відновлення української держави. Мельник неодноразово відправляв різни меморандуми, листи, заяви та протести, до високопосадовців Німецької держави включаючи Адольфа Гітлера, з метою змінити німецьку політику стосовно українського народу, та відношення німецьких політичних еліт до питання незалежності української держави в межах її етнічних земель.
18 січня 1944 року, Мельник разом з дружиною таємно покидає Берлін та поселяється у Відні. В ці дні дізнається про вбивство у Львові полковника Романа Сушка. 26 січня 1944 року, Мельник знову заарештований разом з дружиною за наказом голови Гестапо Генріха Мюллера. 28 січня 1944 року доставлений до Берліна для спілкування з Генріхом Мюллером.
У перших днях березня 1944 року, Мельник разом з дружиною доставлений до Гіршег в Альпах. Гестапо розміщує їх у готелі «Іфен» в якому перебували різні політичні в'язні. Разом з ними прибув Карл Вольф, який вимагав підписати документ про певні зобов'язання, серед яких була відмова від намагань налагодити зв'язок з ОУН. Голова ПУН полк. Мельник відмовляється підписувати будь-які документи, та відмовляється брати на себе будь-які зобов'язання.
27 липня 1944 року, Мельник доставлений разом з дружиною за наказом гестапо до Берліна і в той же день відправлений до концтабору Заксенгаузен, в якому на той час перебували видатні діячі ОУН: Олег Ольжич, Степан Бандера, Ярослав Стецько, Євген Онацький, Дмитро Андрієвський, Володимир Мартинць, Дениса Квітковський, Олег Штуль, Лапичак Тома, Кость Мельник та багато інших українських політичних в'язнів, серед яких Тарас Бульба-Боровець та інші. Від Степана Бандери дізнається про присутніх у концтаборі соратників, та про смерть Олега Ольжича.
Через кілька місяців, на вимогу Степана Бандери як передумову для початку будь-яких переговорів, між українськими та німецькими політичними колами, німці поступово звільняють всіх українських в'язнів з концтабору Заксенгаузен, та інших місць неволі.
Проте за іншими даними, а саме за свідченнями представників різних українських самостійницьких сил, всі вони вимагали від німців, як передумову до початку переговорів звільнити всіх українських політичних в'язнів незалежно від їхніх політичних переконань. Саме тому можна припустити, що звільнення українських політичних в'язнів в тому числі Мельника, С.Бандери, Тараса Бульби-Боровця та інших, відбулось завдяки консолідованій вимозі всіх українських самостійницьких сил.

#### Звільнення з концтабору. Діяльність в останні місяці війни
17 жовтня 1944 року, Мельник звільнений разом з дружиною з концтабору Заксенгаузен, та примусово доставлений до Берліна. 18 жовтня 1944 року відбувається нарада, в якій взяли участь Мельник, Андрій Лівицький, Павло Скоропадський, Степан Бандера. Розглянувши пропозиції німців, по створенню Українського Національного Комітету як репрезентації українства на теренах Німеччини, вони вирішили уповноважити полковника Мельника очолити УНК після його створення та вести прямі переговори з німецькою стороною. Ці переговори тривали протягом листопада— грудня 1944 року і були висунуті Мельником наступні передумови німецькій стороні: 
1. Переговори будуть відбуватися безпосередньо з німецьким міністерством закордонних справ.
2. Німецький уряд підпише та оголосить деклярацію, шо Німеччина раз на все зрікається всяких претенсій на українські землі і визнає право українського народу на самостійну державу.
3. Буде створений Український Національний Комітет як єдиний речник українців у Німеччині, нічим не зв'язаний з російським Комітетом Власова.
4. Буде створена Українська Національна Армія під українським одно- цілим командуванням.
5. Негайно будуть звільнені з концентраційних таборів і арештів усі українці, арештовані з політичних чи національних мотивів.
В кінці грудні 1944 року, після того як німецька сторона не прийняла передумов висунутих полковником Мельником, він відмовився від подальших переговорів з німецькою стороною та склав свої повноваження перед тими хто його ними наділив. За згодою полковника Андрія Мельника, Степана Бандери, Андрій Лівицький, Павла Скоропадського, головою Українського Національного Комітету був призначений генерал Павло Шандрук.
В першій половині січня 1945 року, Мельник скликає нараду членів ПУН і деяких провідних членів ОУН, які на той час перебували у Берліні. Після наради вирішує доручити всім членам ПУН та провідним діячам ОУН якомога швидше покинути Берлін та направитись на визначенні частини Німеччини, де після приходу союзників вони повинні увійти з ними в контакт та ознайомити їх з визвольною війною українського народу, роллю ОУН в цій боротьбі, а також попередити про загрозу московського імперіалізму.
11 лютого 1945 року, Мельник таємно разом з двома членами ПУН покинув Берлін і виїхав на південний захід до Бад Кіссінгена.
У березні 1945 року, Мельник повертається до Берліна для розмови з українцями. Повертаючись з Берліна прибув до Ваймара, де мав розмови з Андрієм Лівицьким і професором Володимиром Кубійовичем та іншими чільними особами українського політичного і громадського життя, що зупинилися в Ваймарі.
7 квітня 1945 року, американські війська зайняли Бад Кіссінген, відповідно до директив січневої наради у Берліні, члени ПУН що перебували у місті, увійшли у контакт з «представником Військового Управління в Бад Кіссінгені» і донесли свою позицію з питань громадського характеру, важливих для українців, що опинилися на території Німеччини, включно з потребою для них відповідної організованої форми.
27 квітня 1945 року, за директивою Мельника, членами ПУН за підписом Дмитра Андрієвськиого та Осипа Бойдуника, а також за підписом єпископа Мстислава був переданий меморандум до американського командування, а саме "Військового Управління — «Німеччина». Після якого, українці які перебували у таборах, вилучались в окрему групу від поляків та росіян, в таборах де перебували українці дозволялось вивішувати національний синьо-жовтий прапор, було налагоджено постійний окремий зв'язок між українцями та американцями.
Травень 1945 року, Мельник задля консолідації українських самостійницьких сил та створення єдиного репрезентаційного органу, домовившись з Андрій Лівицьким, скликає у Бад Кіссінгена нараду представників українських самостійницьких сил. В Нараді взяли участь від УНР Андрій Лівицький, Віктор Соловій, від союзу Гетьманців-Державників — Ріознятовський, Сегейда, від ОУН — Голова ПУН полковник Андрій Мельник та Осип Бойдуник, від ОУНР делегатів не було. І хоча остаточної консолідації не було досягнуто. Всі присутні погодились з необхідністю продовжити відповідні перемовини, та досягти остаточної згоди. Що в конечному результаті призвело до створення Української Національної Ради на базі Державного Центру Української Народної Республіки.
Восени 1945 року, Мельник разом з дружиною виїжджає до Бад Ґодесбер. В той самий час, через Дмитро Андрієвського передав листа до люксембурзького князя Фелікса (з яким познайомився ще до війни під час його приїздів до митрополичих лісів) з проханням про дозвіл на переїзд до Люксембургу.
Наприкінці травня 1946 року, Мельник отримав дозвіл на в'їзд до Люксембурга і вирушає туди разом з дружиною 25 травня 1946 року. Проживав у місті Клерво.

### Діяльність на еміграції. Спроби об'єднання української еміграції
У 1945 році відбулись зустрічі представників Проводів ОУН і ОУНР, а в 1948 році між полковником Андрієм Мельником і Степаном Бандерою. Переговори засвідчили можливість співпраці в багатьох спільних справах, таких як боротьба з примусовою репатріацією, реорганізація ДЦ УНР, організація громадського життя української діаспори, протидія прорадянським тенденціям в політиці західних країн, участь в антикомуністичних міжнародних формаціях та в багатьох інших.
З 1946 року, Мельник призначає членів ПУН, відповідальними за різні терени в Європі. Так Олег Штуль був призначений очільником французького терену. Провідних діячів ОУН відправляє до Канади та США. Голова ПУН полк. Мельник ставив за мету розбудувати та посилити організаційну діяльність в усіх державах вільного світу, куди емігрували українці. За директивами ПУН засновуються видавництва, часописи та журнали. Налагоджується випуск щотижневих газет та журналів, публікації споминів учасників визвольних змагань тощо. Окремим напрямком діяльності ОУН було посилення її ролі в різних еміграційних організаціях, так головою президії українського національного об'єднання Канади став Микола Плав'юк. Створюється різна коопераційна діяльність, ціллю якої була взаємодопомога між українцями. Налагоджується система залучення молоді до організаційної, та політичної акції. Головною метою ставилось запобігти асиміляції українців, і підготовка української еміграції до боротьби за відновлення незалежності Української Держави.
У 1947 році на Третьому Великому Зборі Українських Націоналістів Мельник обраний довічним головою ПУН.За його ініціативою, почався процес омолодження ПУН.
Протягом січня— липня 1948 року з ініціативи Мельника, ПУН бере участь у консолідаційних нарадах, що закінчилися реорганізацією Державного Центру УНР та створення Української Національної Радидо складу якої увійшли всі українські політичні сили, крім гетьманців. А вже на першій Сесії УНРади 20 липня 1948 року у місті Аугсбург що у Баварії, схвалено постанову про необхідність створення Світового Союзу Українців, заснованого на громадських формаціях. Також на першій сесії УНРади було ухвалено компромісну декларацію, в якій схвалено акт Центральної Ради України від 22 січня 1918 року про відновлення незалежності Української Держави під назвою Українська Народна Республіка, а також створення Західної Української Народної республіки актом 1 листопада 1918 року, та акт Всеукраїнського Трудового Конгресу дня 22 січня 1919 року про злуку всіх українських земель в одно Соборну Державу. Тим самим де факто був відкинутий Варшавський договір 1920 року.  З остаточного проєкту декларації було вилучено слова «про українські землі від Тиси до Кубані»
Протягом 1947—1959 років, Мельник веде листування та неодноразово зустрічається зі Степаном Бандерою. Налагоджують співпрацю по різних питань, шукають можливість відновлення єдності ОУН. У свої листах Степан Бандера звертається до полковника Андрія Мельника як до голови ПУН, а полковник Андрій Мельник до Степана Бандери як до вельмишановного друга. Степан Бандера підтримує ініціативу полковника Андрія Мельника по спільному вшануванню в річницю загибелі полковника Євгена Коновальця.
У 1948—1957 роках, за директивою Мельника провідні члени ОУН та ПУН входили до складу УНРади, та екзильного уряду. 19 березня 1957 році, Мельник затвердив постанову про вихід фракції ОУН з УНРади у зв'язку із домінування приватних інтересів певних очільників УНРади, а 2 листопада 1961 році фракція ОУН повернулось до УНРади. Неодноразово Мельник отримував пропозиції зайняти високі посади в структурах УНРади, проте завжди відмовлявся.

У травні 1957 року, Мельник відвідує Америку та Канаду, виступаючи як гість Українського Національного Об'єднання Канади на бенкеті з приводу 25-річчя УНО, висунув ідею скликати Світовий Конґрес Українців і створити Світовий Союз Українців. Під час виступу полковник Андрій Мельник зазначив: 
«…Ввижається мені велика спроба об'єднання всіх українців у вільному світі без уваги на країну їхнього перебування, без уваги на державну приналежність — шляхом Світового Конгресу Українців для створення Світового Союзу Українців. Ось завдання, яке насамперед стоїть перед українським націоналістичним світом: дати не тільки ініціятиву, але й бути реалізатором того завдання…» 
 Під час відвідин Канади, Мельник переводить архів голови ПУН до Канади, призначає Ярослава Гайваса, Михайла Селешко, Миколу Плав'юка, О.Максиміва відповідальними за збереження даного архіву. Протягом травня 1957 — 1 листопада 1964 року видавав відповідні директиви членам ОУН та ПУН, зустрічався з представниками різних українських політичних партій та організацій, громадськими діячами, представниками українських церков задля того щоб ініціатива створення Світового Конґресу Українців була реалізована. Ініціатива полковника Андрія Мельника об'єднати Світове Українство була реалізовано, через декілька років після його смерті, в 1967 році. При житті полковник Андрій Мельник, неодноразово виказував свої думки, яким повинно бути це об'єднання:: 
«Скликання СКУ і створення ССУ треба, на мою думку, вівдідити від суто політичної ділянки, а в цьому і від УНРади чи Державного Центру УНР в цілому… Світовий Союз Українців мав би, в нашому розумінні, бути аполітичним. Він мав би за завдання поза межами України вдержати українство й унапрямлювати й координувати діяльність покликаних до того організацій суспільно- громадського характеру» 
25 вересня 1960 року, Мельник нагороджений Воєнним хрестом.

### Останні місяці життя, смерть та поховання
19 липня 1964 року, Мельник скликає п'ятий Великий Збір Українських Націоналістів. На чолі комісією підготовки Великого Збору став редактор Олег Штуль-Жданович.
З 5 до 8 червня 1964 року в Мюнхені відбулося засідання ПУН, в присутності дев'ятьох осіб, засідання проводив полковник Андрій Мельник. Обговорено низку засадничих справ, що відносилися до державного статусу УРСР та й інших. Планувалось наперед узгодити рішення, а потім запропонувати Великому Збору розглянути та затвердити їх. На кінець місяця планувалось ще одне засідання ПУН, проте 14 червня під час випроваджування на летовищі у Люксембургу члена ПУН, втрачає свідомість та потрапляє до лікарні Святої Єлисавети в Люксембурзі. Після приходу до тями, надсилає лист до ПУН, на руки генерала Миколи Капустянського в якому просить Миколу Капустянського, Осипа Бойдуника і Якова Маковецького, на час його недуги чи в разі смерті аж до обрання його наступника ведення справ ПУН. Призначає Якова Маковецького, своїм зв'язковим з ПУН. В тому ж місяці, за порадою лікаря перевезений до міста Кельн в Німеччині до міської лікарні Кельн-Мергайм.
29 червня 1964 року, Мельник надсилає лист до учасників V ВЗУН, в якому просить їх таємним голосуванням обрати нового Голову ПУН і не зважати на те, чи він доживе до Великого Збору чи ні.

24 липня 1964 року, Мельник приймає делегатів від п'ятого Великого Збору Олега Штуля-Ждановича і Якова Маковецького, вони проінформували його про перебіг Великого Збору, і передали однодушне прохання від учасників Великого Збору залишитись Головою ПУН. Отримує від Олега Штуля-Ждановича пропозицію обрати свого наступника, чи призначити першого заступника Голови ПУН, який після його смерті стане Головою ПУН. На що він відмовляє, і відповідає:
Призначення наступника — це не обов'язок Голови ПУН, а привілей. Я з цього привілею не скористав. 
В той же день, відповідно до устрою ОУН, Мельник передає через делегатів, на затвердження Великого Збору, наступний перелік членів ПУН, до якого увійшли генерал Микола Капустянський, Осип Бойдуник, Ярослав Гайвас, Олекса Радченко, Зиновій Книш, Степан Кобилянський, Яків Маковецький, Володимир Маруняк, Михайло Мушинський, Микола Плав'юк, Юрій Пундик, Яків Шумелда, Олег Штуль. Також передав для затвердження Великого Збору, наступних Заступників Голови ПУН Олега Штуля, Якова Маковецького та Ярослава Гайваса.
П'ятий Великий Збір одноголосно переобрав полковника Андрія Мельника Головою Проводу Українських Націоналістів і затвердив запропонований ним склад ПУН. З уваги на положення, в якому знаходилась ОУН через хворобу її Голови, до Проводу ввійшли три заступники Голови ПУН та Діловий Керманич.
На Шостому ВЗУН, Яків Маковецький оголосив останню волю полковника Андріям Мельника. Він просив, скріпляти та берегти ОУН, підтримувати УНРух, допомогти та не лишати Ольгу Коновалець та Софію Мельник, не забувати матеріально підтримувати основоположників ОУН
Помер 1 листопада 1964 року в Кельні (Німеччина). Пропонувалось поховати полковника Андрія Мельника у Роттердамі, на тому ж самому цвинтарі, де був похований полковник Євген Коновалець, проте бажанням полковника Андрія Мельника було, щоб його поховали на цвинтарі в Люксембурзі, де вже спочила мати його дружини, пані Марія Федак. За декілька років перед смертю, зарезервував на тому цвинтарі місце, для себе і своєї дружини.
7 листопада 1964 року на міському цвинтарі Бонвуа (фр. Bonnevoie) у Люксембурзі відбулось поховання полковника Андрія Мельника, на якому були присутні сотні українців та чужинців. Не залежно від політичних уподобань та конфліктів у минулому, всі очільники українських самостійницьких сил від лідерів УНР, гетьманців, ОУН(б), ОУН (двійкарів), усі висловили свій жаль та повагу Голові ПУН Мельнику.
31 жовтня 1965 відкрито й освячено пам'ятник на могилі другого Голови ПУН й ОУН полковника Андрія Мельника.

## Вшанування пам'яті
Іменем Андрія Мельника були названі вулиці у декількох містах України, зокрема у Дрогобичі, Івано-Франківську, Львові, Рівному, Білій Церкві та Черкасах.
У відділі історії музею «Дрогобиччина» створено «Меморіальну кімнату Андрія Мельника», яка присвячена життю та діяльності Голови Проводу (від особистих речей до тематичної літератури).
Дев'ятого квітня 2015 року, Верховна Рада України ухвалила Закон України «Про правовий статус та вшанування пам'яті борців за незалежність України у XX столітті» в якому визнала учасників УВО, ОУН, та багатьох інших формувань, борцями за незалежність України
2 березня 2023 року Київська міська рада перейменувала вулицю Генерала Тупікова на вулицю Андрія Мельника.

### У літературі
Андрій Мельник є одним з героїв роману «Країна Ірредента» Романа Іваничука.

### Пам'ятники
Докладніше: Пам'ятники Андрію Мельнику
В Україні існують лише два пам'ятники Мельнику. З 23 липня 2006 р. у рідному селі Воля Якубова Дрогобицького району та від 17 грудня 2017 року у м. Івано-Франківськ.

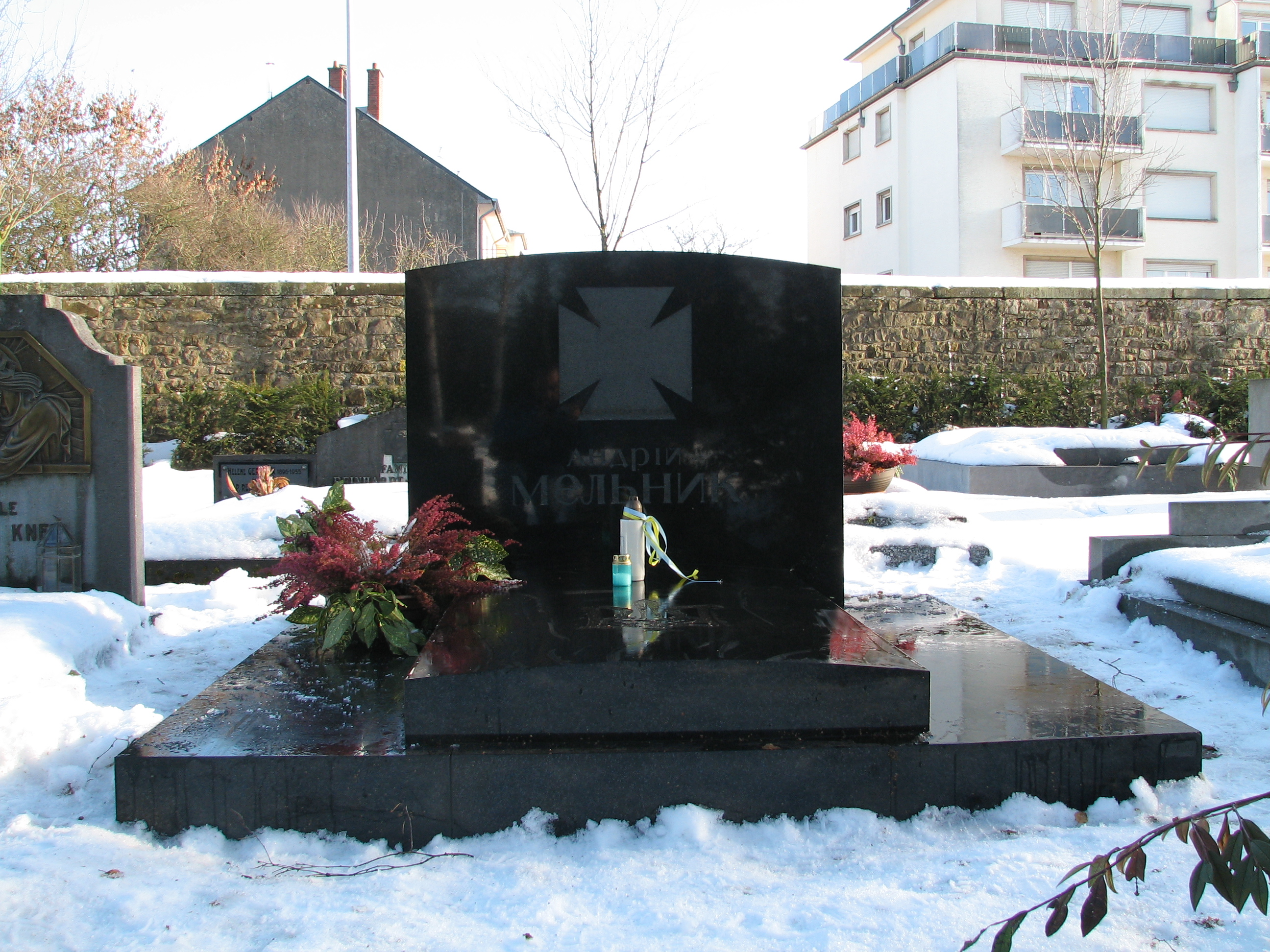
Могила Андрія Мельника на цвинтарі Боневуа в Люксембурзі
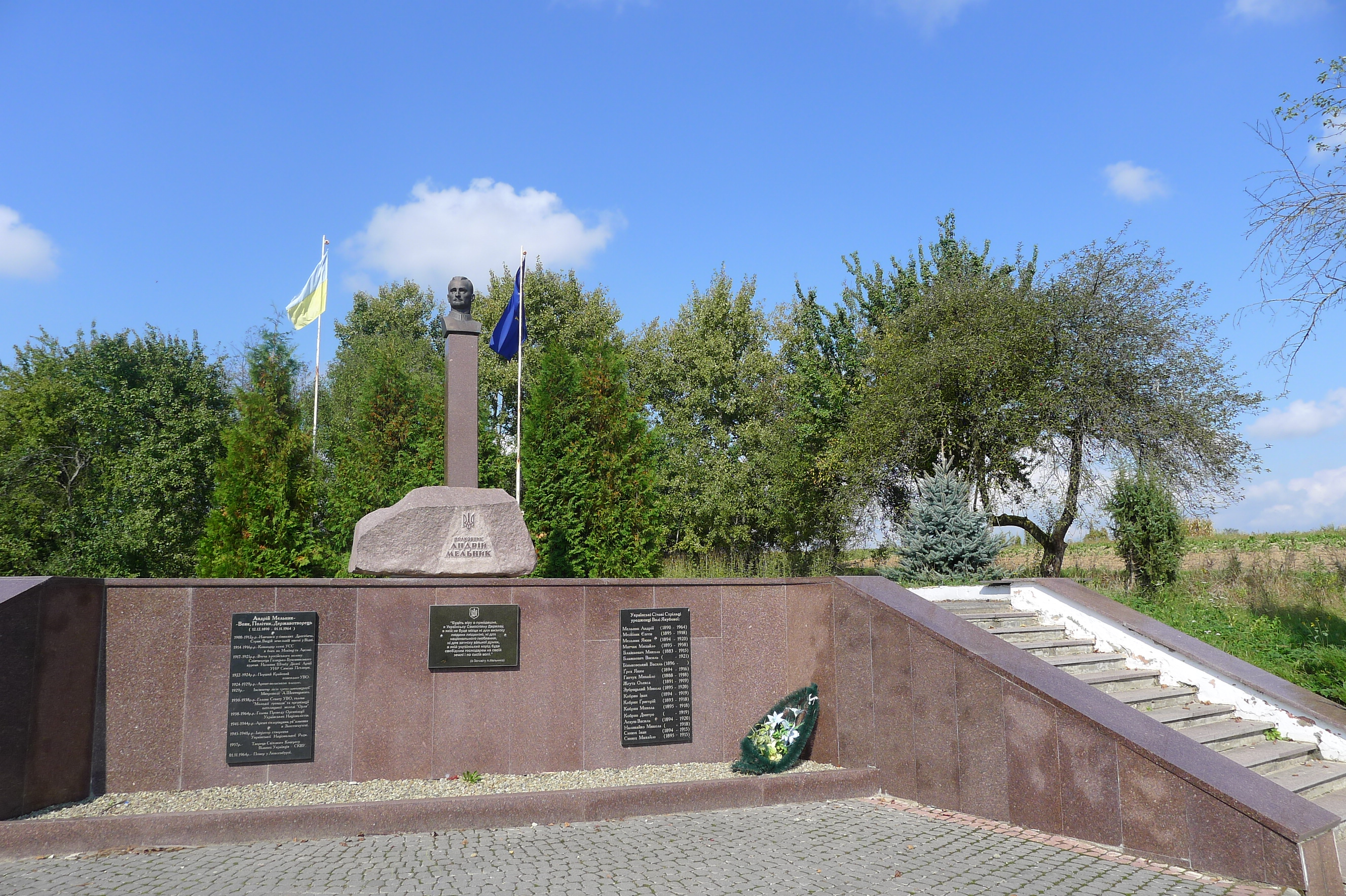
Меморіальний комплекс у рідному селі Воля Якубова